# 吉田大樹
吉田 大樹（よしだ ひろき、1981年11月16日 - ）は、日本のラグビー選手。

## プロフィール
- 茨城県高萩市出身。
- ポジションはスタンドオフ、ウィング(WTB)、フルバック(FB)。
- 身長 180cm、体重 85kg
- ニックネームはヒロキ[1]。
- 日本代表キャップは7。
- 7人制日本代表にも選ばれたことがある[2]。
- U21日本代表に選ばれたことがある
- 高校日本代表に選ばれたことがある

。

## 略歴
高校からラグビーを始めた。
2000年、東農大二高校卒業後、同志社大学に入る。なお東農大二高校時代、高校日本代表に選ばれたことがある。
2004年、同志社大学卒業後、東芝府中ブレイブルーパス（現・東芝ブレイブルーパス）に加入。同年9月26日に行われたジャパンラグビートップリーグ第2節のトヨタ自動車ヴェルブリッツ戦に途中出場ながら公式戦初出場を果たす。
2006年に行われたアジア大会では7人制日本代表として金メダル獲得に貢献。
2015年、東芝ブレイブルーパスを退団した。
現在和歌山県内の高校で教師をしながらラグビー部の監督となり、初心者の部員たちにラグビーを教えている。きっかけは赴任すぐの2022年当時1年生の担任で、その1人の生徒に懇願され、吉田本人もラグビーに育ててもらった、教えたいと決心した。2023年5月8日のABCテレビの報道番組｢newsおかえり｣のコーナー｢アオハル最前線｣で吉田の近況が放送された。

## 受賞歴
- 2008-09トップリーグベスト15